# 64P/Swift-Gehrels
64P/Swift-Gehrels è una cometa periodica appartenente alla famiglia delle comete gioviane. 
La cometa è stata scoperta il 17 novembre 1889 dall'astronomo statunitense Lewis Swift, è stata osservata fino all'inizio del 1890, non è stata osservata ai successi passaggi al perielio, pertanto è stata considerata una cometa perduta per oltre 83 anni fino alla sua riscoperta casuale l'8 febbraio 1973 da parte dell'astronomo statunitense Tom Gehrels.